# Expedición francesa de Saint-Domingue
La Expedición a Saint-Domingue fue una expedición militar francesa que invadió el actual territorio de Haití, la cual fue enviada desde Francia por el propio Napoleón Bonaparte en un intento por recuperar el control francés de la entonces rica colonia caribeña de Saint-Domingue, situada en la parte oeste de la isla La Española y que desde finales de enero de 1801 incluía también la antigua parte española, pues dicha rica colonia había quedado bajo el dominio total del ex esclavo Toussaint Louverture y sus tropas negras luego de vencer a los mulatos haitianos en la guerra Civil de los Cuchillos (1799-1800). Si bien a largo de toda su vida, Napoleón nunca llegaría a pisar el continente americano, sin embargo para dirigir esta especial misión militar, Bonaparte decidió confiar el mando de las tropas francesas a su propio cuñado Charles Leclerc (el cual era uno de sus mejores generales y esposo de su hermana Pauline Bonaparte) poniéndole de esa manera como comandante general de la expedición militar, el cual tenía el objetivo de revertir las medidas de independencia adoptadas por Louverture y si fuera posible restaurar también la esclavitud.
La expedición militar partió desde Europa rumbo a Saint-Domingue en diciembre de 1801 y durante unos meses tuvo un éxito inicial, pues con la ayuda de algunos negros y mulatos, los franceses lograron capturar mediante engaños al principal líder de la Revolución Haitiana Toussaint Louverture, deportándolo a Francia, en donde murió encarcelado en una fría celda dentro del Fuerte de Joux, ubicado en la fría región montañosa del "Macizo del Jura", al este de Francia.
Pero cabe enfatizar que durante su permanencia en Saint Domingue, las tropas francesas fueron víctimas de la malaria y las enfermedades tropicales de la región a tal punto que inclusive el general de brigada Charles Leclerc cayó también muy enfermo al haber contraído la terrible fiebre amarilla. Nunca más regresaría con vida a su país, pues falleció en Haití en noviembre de 1802 y sus restos mortales fueron repatriados a Francia por la propia Pauline Bonaparte en persona.
El vizconde Donatien de Rochambeau asumió el mando de la expedición militar (en reemplazo de Leclerc), pero a diferencia de su antecesor, Rochambeau odiaba a los esclavos negros y empezó a aplicar métodos de tortura demasiado brutales y muy crueles contra los prisioneros de guerra así como también contra la población local. Esto conllevó a que los negros y mulatos que en un principio habían sido aliados de los franceses, ahora se unieran a la cabeza de Jean-Jacques Dessalines y se levanten contra los franceses, que habían además restaurado la esclavitud el 16 de julio de 1802.
En la última Batalla de Vertières del 18 de noviembre de 1803, la tropas francesas sufrieron una desastrosa derrota que las obligó finalmente a retirarse de manera definitiva del territorio haitiano al siguiente mes en diciembre de 1803. Con la salida definitiva de los europeos de Saint-Domingue, el ex esclavo Dessalines procedió a realizar la Declaración de Independencia de Haití el 1 de enero de 1804 en la ciudad de Gonaives, la cual logró consolidar la Libertad de Haití y acabó para siempre con los sueños de Napoleón Bonaparte de establecer un imperio francés en América.

## Contexto
La Revolución Francesa provocó graves convulsiones sociales en Saint-Domingue, de las cuales la más importante fue la revuelta de los esclavos que llevó a la abolición de la esclavitud en 1793 por parte de los comisarios civiles Sonthonax y Polverel, en una decisión refrendada y extendida a todas las colonias francesas por la Convención Nacional 6 meses después. 

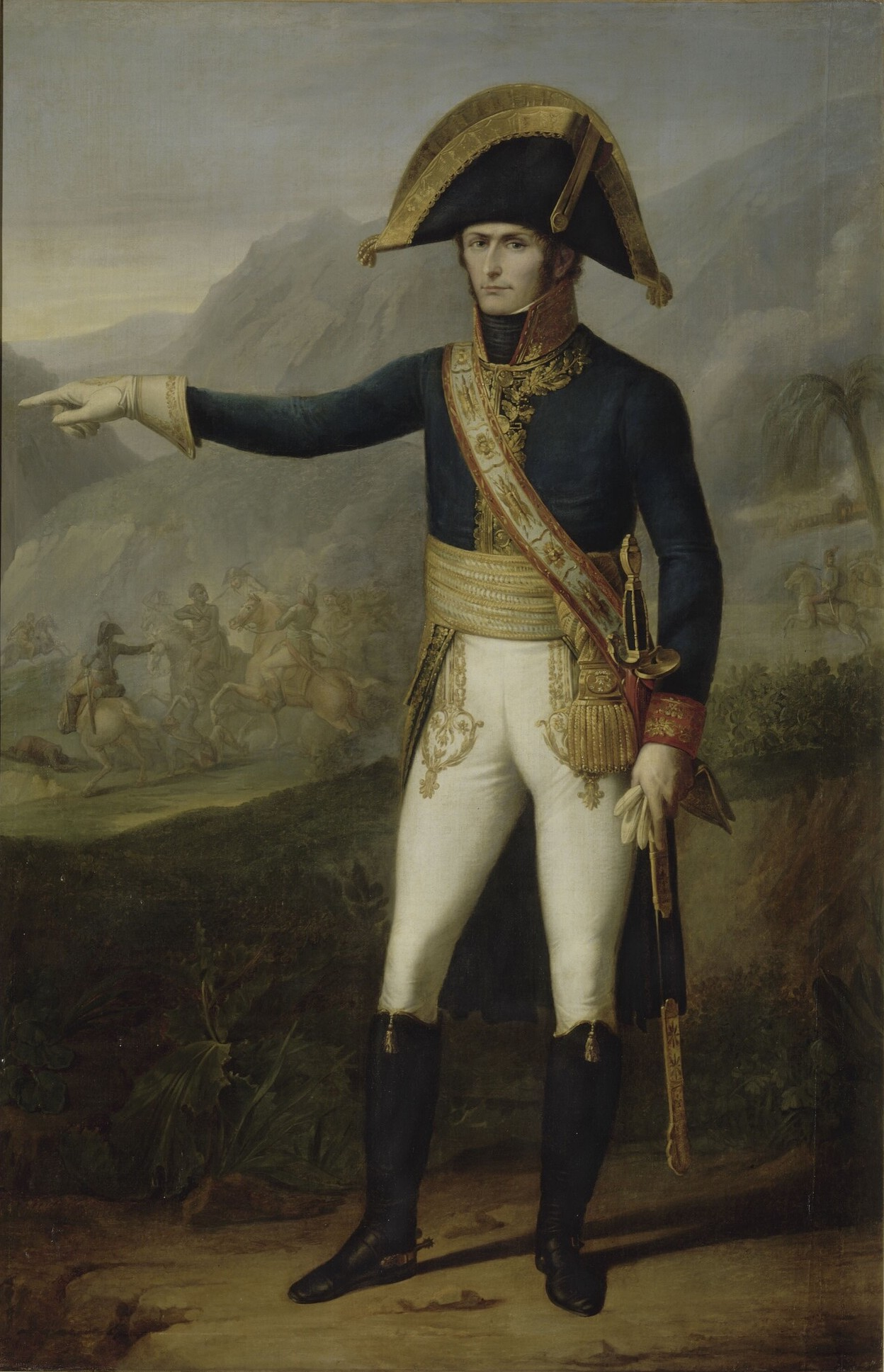
General de brigada del ejército francés Charles Victoire Emmanuel Leclerc (1772-1802), cuñado de Napoleón Bonaparte, fue enviado desde Francia hasta Haití al mando de la expedición militar francesa para recuperar dicha excolonia y restablecer nuevamente la esclavitud en la isla.

Toussaint Louverture, un antiguo esclavo negro que había sido reconocido como gobernador por Francia, restableció la paz, luchó contra los intentos españoles y británicos de capturar la isla y restableció la prosperidad con medidas audaces. Sin embargo, fue demasiado lejos al perseguir al gobernador Don Joaquín García y Moreno (27 de enero de 1801), que se había quedado en lo que había sido la parte española de la isla tras la Paz de Basilea de 1795. Toussaint también había desafiado los intereses imperiales franceses al promulgar una constitución de autogobierno el 12 de julio de 1801, que lo declaraba gobernador vitalicio.
El 9 de febrero de 1801, tras su derrota en Marengo, los austriacos se separan de la Segunda Coalición y firman el Tratado de Lunéville con Francia. Nápoles luego firmó un tratado de paz con los franceses en Florencia y Rusia bajo Pablo I se distanció de la coalición, con su sucesor Alejandro I finalmente concluyó una paz secreta con Bonaparte el 10 de octubre de 1801. Gran Bretaña quedó así aislada y, después del primer ministerio de William Pitt el Joven cayó el 13 de marzo de 1801, el nuevo gobierno comenzó a considerar hacer las paces.
Bonaparte (ahora Primer Cónsul) podría así concentrarse en los problemas internos de Francia y su imperio. Sus tropas estaban inactivas y sus oficiales ansiosos por una oportunidad de gloria. A principios de 1801, Bonaparte decidió nombrar al marido de su hermana Pauline, el general Charles Leclerc, jefe de una expedición militar para reafirmar la autoridad francesa sobre Saint-Domingue. Inicialmente, Bonaparte planeó confirmar los rangos militares y las tierras adquiridas por los oficiales de Toussaint, ofrecerle a Toussaint el papel de lugarteniente de Francia y garantizar la libertad a los antiguos esclavos, mientras restablecía la autoridad de París sobre la isla en la persona de su capitán general. Los dos hijos de Toussaint estaban siendo educados en Francia y, como prueba para Toussaint de la buena voluntad del gobierno francés, Bonaparte los envió de regreso a su padre con su tutor. Sin embargo, en octubre, la opinión de Bonaparte había cambiado, ya que interpretó la constitución de julio de Toussaint como una ofensa inaceptable a la autoridad imperial francesa. A partir de entonces, Bonaparte ordenó en secreto a Leclerc que desarmara al gobierno controlado por negros de Toussaint y deportara a sus oficiales militares a Francia.
Bonaparte previó que Toussaint probablemente opondría resistencia y tomó todas las medidas necesarias para derrotarlo en caso de que eso ocurriera: Toussaint tenía más de 16 000 hombres disponibles, por lo que Leclerc fue puesto al mando de 30 000 hombres extraídos de casi todos los ejércitos revolucionarios franceses como así como el cuerpo disciplinario.

Almirantes y Generales que formaron parte de la expedición militar francesa que fue enviada a Haití por Napoleón Bonaparte para recuperar la rica ex colonia y restaurar la esclavitud
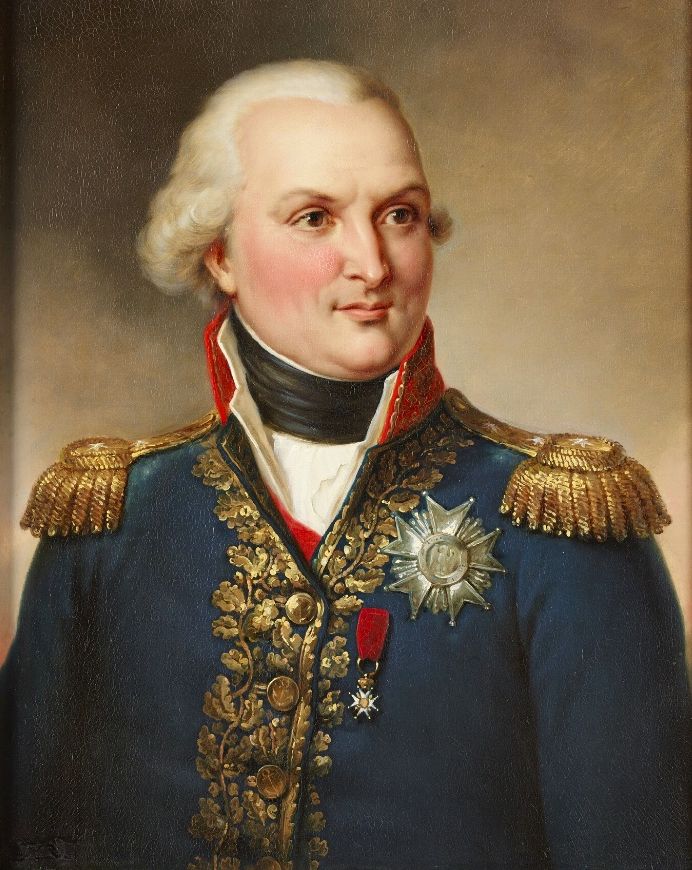
Louis Thomas Villaret de Joyeuse
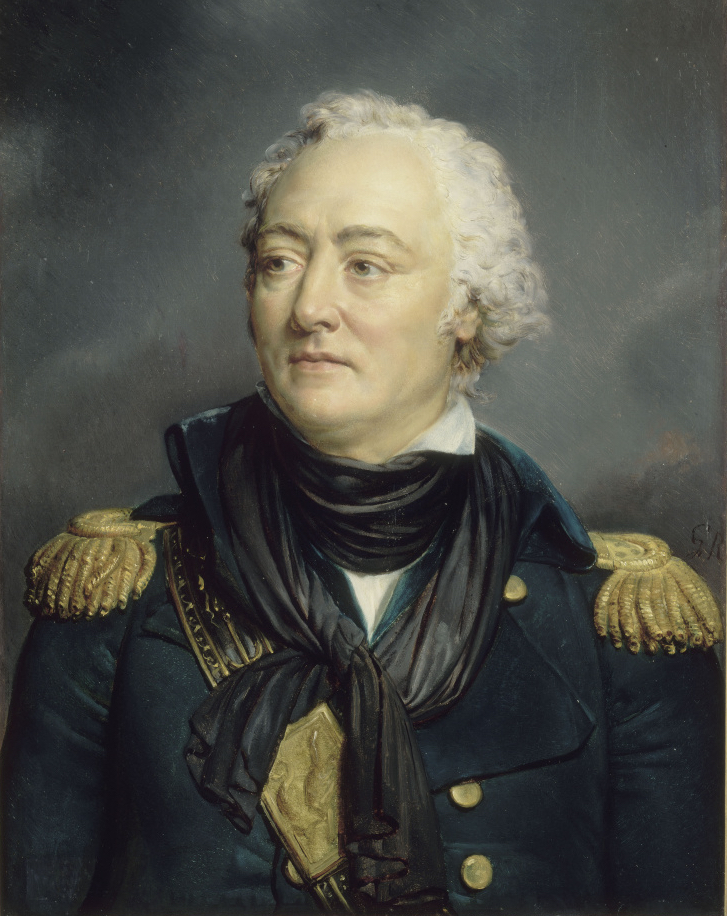
Louis-René Levassor de Latouche Tréville
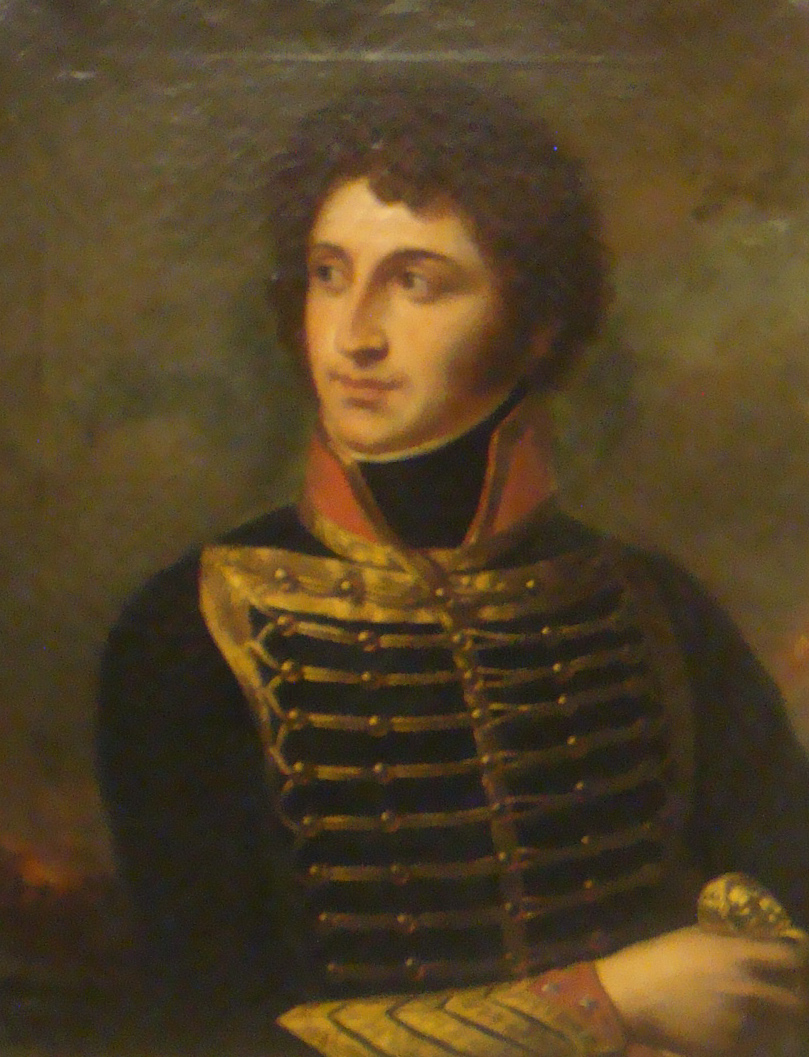
Jean-François Joseph Debelle
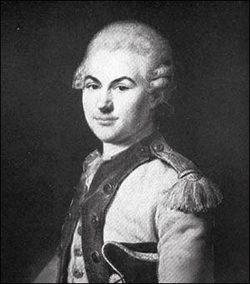
Donatien-Marie-Joseph de Rochambeau
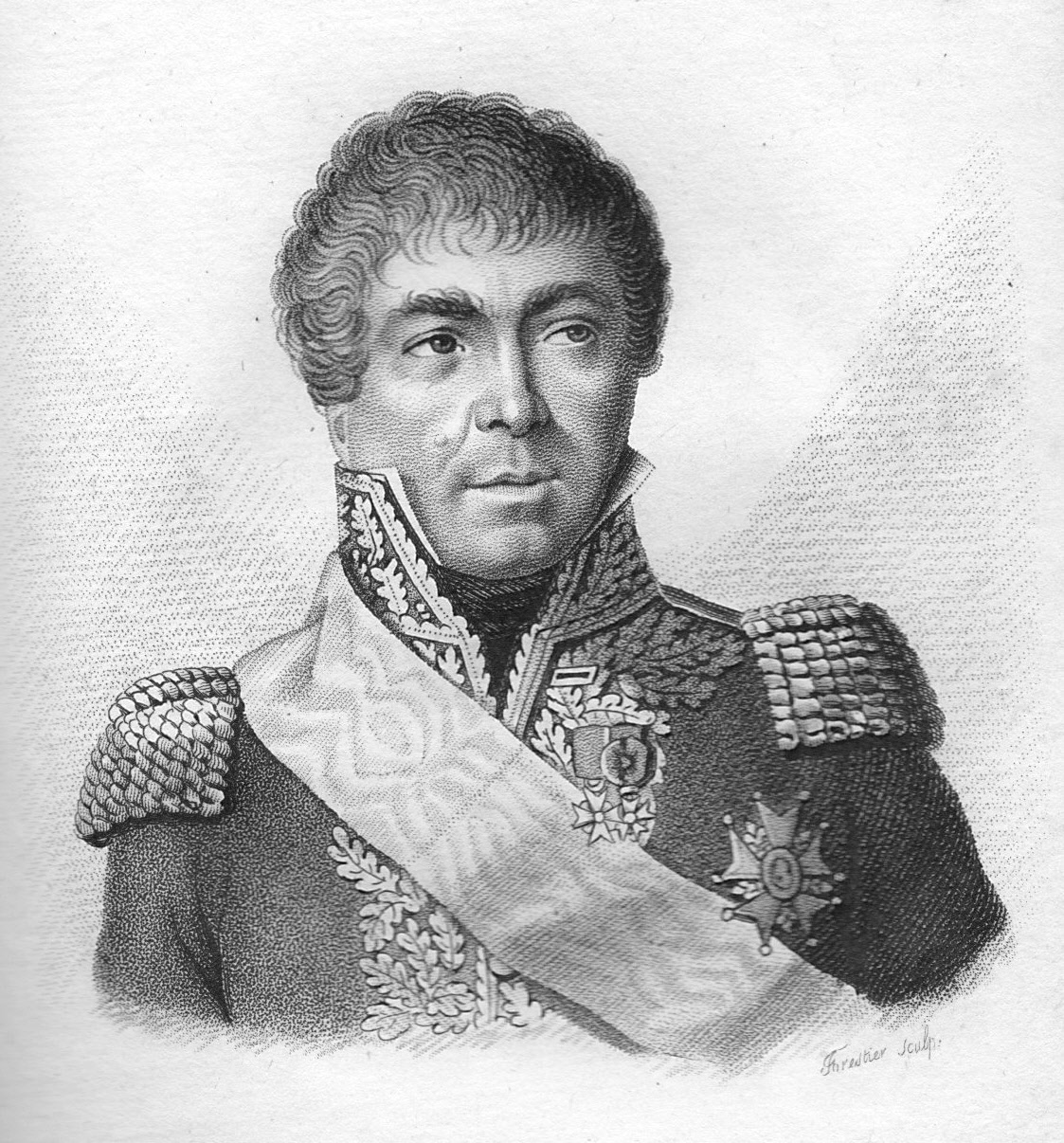
Edme Étienne Borne Desfourneaux
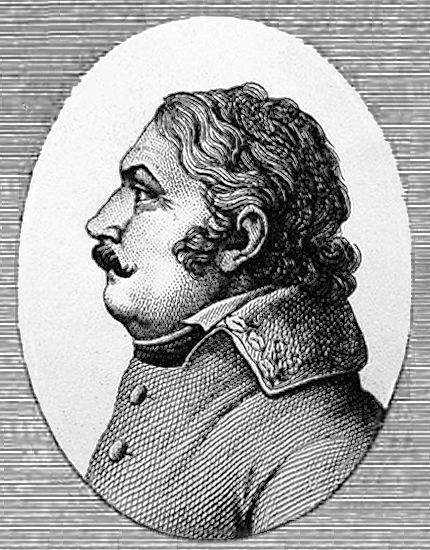
Charles-François-Joseph Dugua
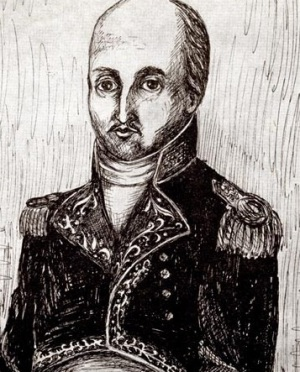
Jean-Louis Ferrand
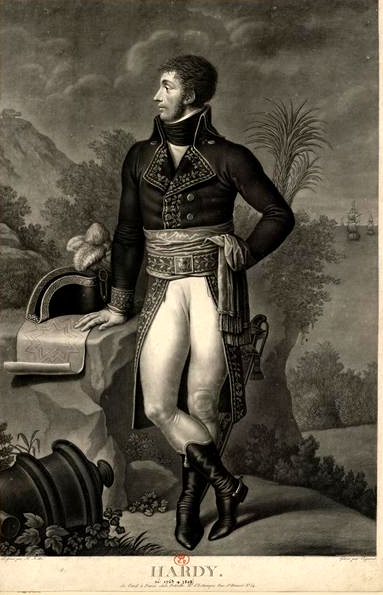
Jean Hardy
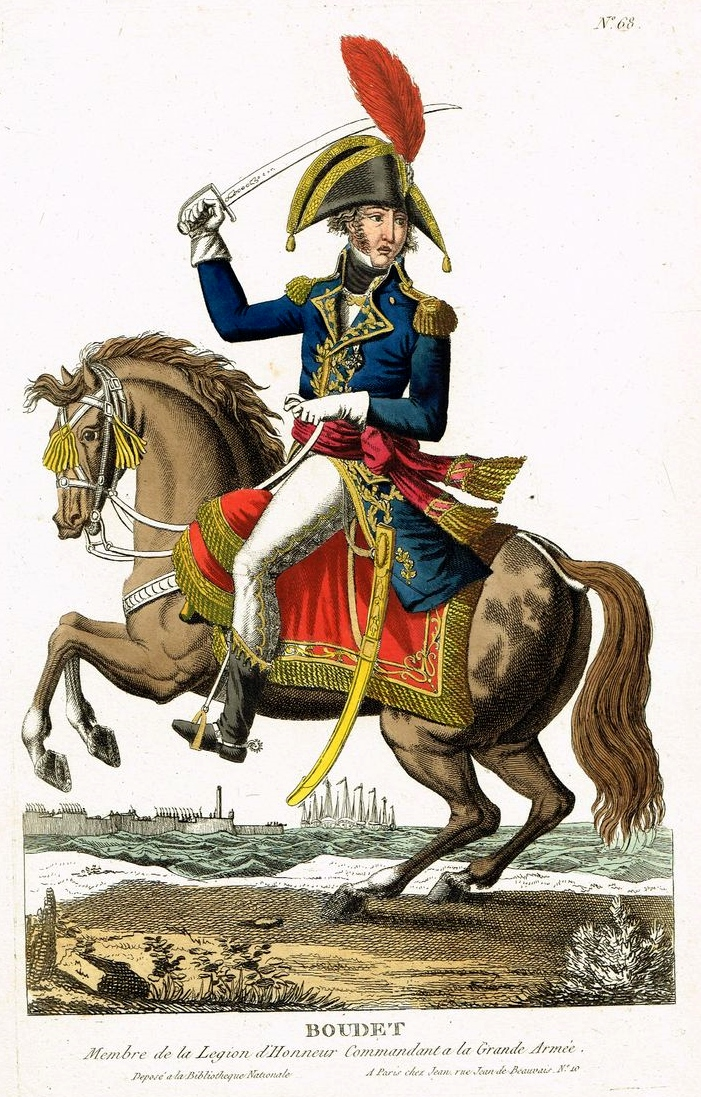
Jean Boudet
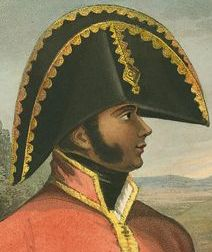
Alexandre Pétion

## Expedición

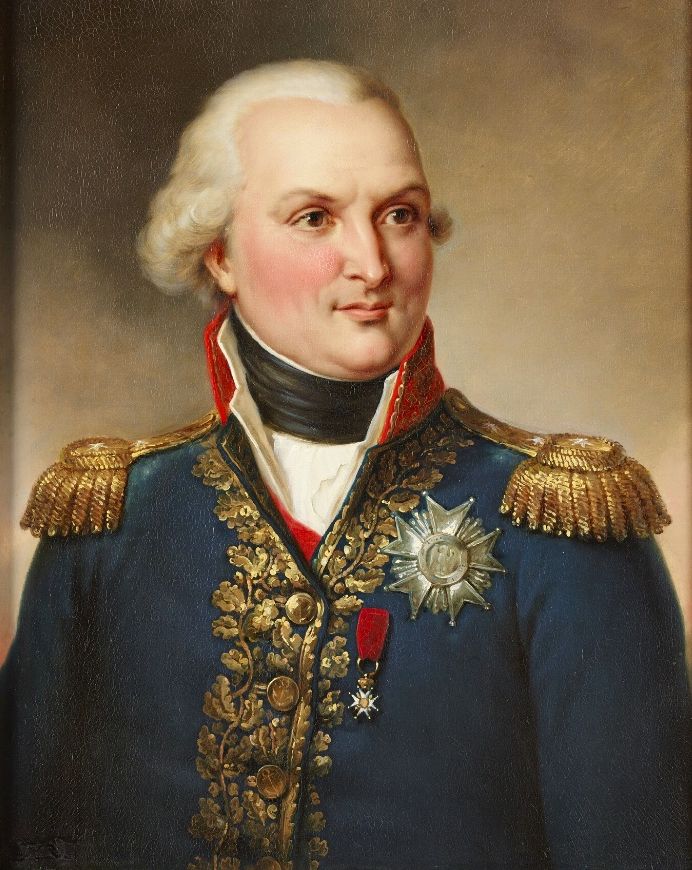
El almirante Villaret de Joyeuse

La paz aún no se había firmado de manera concluyente con Gran Bretaña (la Paz de Amiens finalmente se firmaría el 25 de marzo de 1802) cuando el 14 de diciembre de 1801 una flota francesa de 21 fragatas y 35 barcos de línea (con un barco de 120 cañones) partió de Brest bajo Villaret de Joyeuse con entre 7000 y 8000 soldados. Esta flota fue seguida por la escuadra al mando del contralmirante Ganteaume que partió de Toulon el 14 de febrero con 4200 efectivos y luego por la del contralmirante Linois que partió de Cádiz el 17 de febrero con 2400 efectivos. En los meses siguientes, incluso más barcos partieron de Francia con tropas frescas, incluidos más de 4000 hombres de la artillería de marina, una división holandesa y la Legión polaca del Danubio. También se incluyó una flota española de siete barcos al mando del almirante Federico Gravina, así como una gran cantidad de ayuda financiera y material procedente de la Cuba española. En total, 31 131 soldados desembarcaron en Saint-Domingue, incluidas algunas figuras no blancas como André Rigaud y el futuro presidente haitiano Alexandre Pétion, a quienes Toussaint había expulsado de la colonia dos años antes en la Guerra de los cuchillos (después del fracaso de la expedición de Saint-Domingue, Rigaud sería encarcelado en el Fort de Joux por Napoleón, a unas pocas celdas del propio Toussaint).

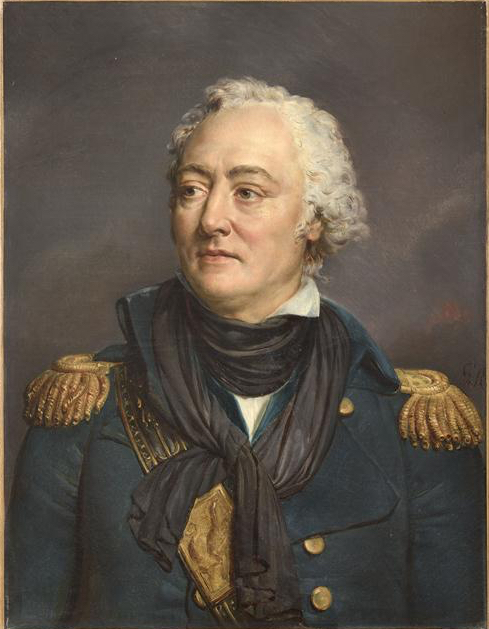
El Almirante Louis-René Levassor de Latouche-Tréville.

Los barcos debían unirse en la bahía de Samaná, a la que llegó Villaret de Joyeuse el 29 de enero, seguido de cerca por Latouche-Tréville. Sin esperar a Ganteaume y Linois, estos dos almirantes dividieron sus flotas combinadas para llegar a diferentes puertos con el fin de sorprender a Toussaint. El general Kerverseau iba a desembarcar en Santo Domingo en la parte española de la isla, el general Jean Boudet fue enviado a tomar Port-au-Prince en barcos al mando de Latouche-Tréville y Leclerc; Villaret de Joyeuse y Gravina navegaron hacia Cabo Haitiano. Cuando Toussaint descubrió los barcos franceses en la bahía de Samaná ordenó a Henri Christophe (jefe del departamento del norte de la isla), Jean-Jacques Dessalines (jefe del departamento del oeste) y Laplume (jefe del departamento del sur) para obedecer la convocatoria de los escuadrones para un parlamento, para insistir en un parlamento si no se ofrece ninguno, y –si ocurriera un desembarco– para amenazar con destruir las ciudades y masacrar a los habitantes blancos antes de retirarse a las montañas.

## Reconquista
Villaret llegó a Cabo Haitiano el 3 de febrero y el 5 de febrero comenzó un ataque por tierra y mar. Christophe cumplió sus órdenes, prendiendo fuego a la ciudad y degollando a parte de la población blanca. El 6 de febrero, Rochambeau desembarcó en la bahía de Mancenille y capturó Fort-Dauphin. Apagando los incendios y levantando obras defensivas, Leclerc instaló su cuartel general principal en Cabo Haitiano antes de enviar barcos hacia América del Norte para reabastecerse. Durante este tiempo, Latouche-Tréville y Boudet tomaron Port-au-Prince y Léogâney obtuvo la rendición de Laplume. Desembarcando en Santo Domingo con 2000 hombres, el general Kerverseau tomó posesión de gran parte del área española de la isla, entonces encabezada por el hermano de Toussaint, Paul Louverture.

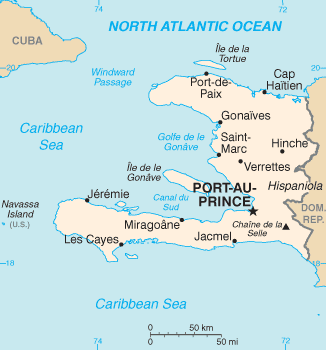
La parte francesa de la Isla.

En los primeros diez días los franceses ocuparon los puertos de la isla, las ciudades y gran parte de las tierras de cultivo. Refugiado en el macizo de Arbonite, Toussaint solo se quedó con unas pocas brigadas al mando de los generales Maurepas, Christophe y Dessalines. Sin embargo, también tenía una gran cantidad de rehenes blancos. Para desalojarlo, los franceses tendrían que superar estrechos desfiladeros, impenetrables con una espesa vegetación tropical e ideales para emboscadas. Los escuadrones al mando de Ganteaume y Linois habían llegado, sin embargo, con refuerzos y Leclerc todavía tenía su comodín en la forma de sus propios rehenes, los hijos de Toussaint, quienes llevaban una carta de Napoleón en la que prometían a su padre el papel de adjunto de Leclerc al mando del isla si se rendía.
El 17 de febrero, Leclerc lanzó un asalto simultáneo con las divisiones que había formado. Rochambeau a la izquierda partió de Fort-Dauphin hacia Saint-Michel, mientras que Hardy marchó sobre Marmelade y Desfourneaux sobre Plaisance. Al mismo tiempo, el general Humbert desembarcaría en Port-de-Paix para escalar el desfiladero de Trois-Rivières, y Boudet ascendería de sur a norte. El objetivo era sorprender al enemigo, obligarlo a retirarse a Les Gonaïves y rodearlo allí. A pesar de las dificultades del terreno y la resistencia de Maurepas, el plan funcionó bien.
El 23 de febrero, la división de Desfourneaux entró en Les Gonaïves, luego en llamas. El general Boudet ocupó Saint-Marc, también en llamas y lleno de sangre de las gargantas cortadas por orden de Dessalines, que logró escapar de la trampa. Maurepas y sus 2000 soldados continuaron resistiendo pero finalmente tuvieron que rendirse a Humbert. Las fuerzas francesas que sitiaban el fuerte de la Crête-à-Pierrot fueron atacadas por la retaguardia por Dessalines y luego por Toussaint cuando intentaban socorrer a los sitiados, pero finalmente el fuerte se vio obligado a rendirse y en su interior se encontraron grandes cantidades de armas y municiones, así como muchos residentes blancos asesinados. En Les Verrettes, las fuerzas francesas encontraron un espectáculo horrible. Ya sin poder seguir la marcha de las fuerzas rebeldes, 800 hombres, mujeres, niños y ancianos habían sido asesinados y los rebeldes allí también habían matado a los prisioneros que tomaron.
Al quedarse sin recursos, el área controlada por las fuerzas rebeldes se volvió cada vez más restringida y los rebeldes cada vez más desalentados. Christophe se ofreció a deponer las armas a cambio de recibir el mismo trato indulgente que se le había dado a Laplume y Maurepas y su rendición condujo a la de Dessalines y finalmente a la de Toussaint. Bajo arresto domiciliario, Toussaint fue restaurado a su rango y propiedades por Leclerc. A finales de abril y principios de mayo se restableció poco a poco el orden en la isla, se reanudó el comercio en los puertos y los rebeldes (aparentemente reconciliados con su situación) mantuvieron sus tierras y filas.

## Derrota francesa
Retirado bajo arresto domiciliario en Ennery, Toussaint contempló su venganza y vio a las fuerzas francesas (especialmente a las que acababan de llegar a la isla) asoladas por su mejor aliada, la fiebre amarilla, con unos 15 000 muertos en sólo dos meses. Toussaint continuó manteniendo correspondencia con sus líderes, alentándolos a estar siempre listos, aunque algunos de ellos no querían reiniciar la guerra, y advirtieron a Leclerc. Sintiendo peligro, en junio Leclerc llamó a Toussaint a una entrevista, lo arrestó, lo puso en un barco y lo envió a Europa, donde fue retenido en el Fort de Joux. Martinica fue devuelta a Francia por el Tratado de Amiens y la Ley del 20 de mayo de 1802 confirmó que allí continuaría la esclavitud. La noticia del restablecimiento de la esclavitud en Guadalupe llegó a Saint-Domingue y la revuelta amenazó nuevamente. Leclerc consideró más prudente desarmar a los negros, pero esto solo los hizo enojar más. En Basse-Terre en Guadalupe, también había estallado la fiebre amarilla y el 3 de septiembre Richepanse murió a causa de ella, para ser reemplazado por Boudet. Rochambeau, que odiaba más a los mulatos que a los negros, sucedió en el puesto de Boudet en Saint-Domingue. Rigaud, el viejo enemigo y rival de Toussaint recibió la orden de embarcar para los Estados Unidos de América. En el sur de la isla, donde los mulatos eran más numerosos, se ofendieron igualmente y se aliaron con los negros. El viento de la revuelta, que soplaba especialmente por el norte, también se extendía por el sur.

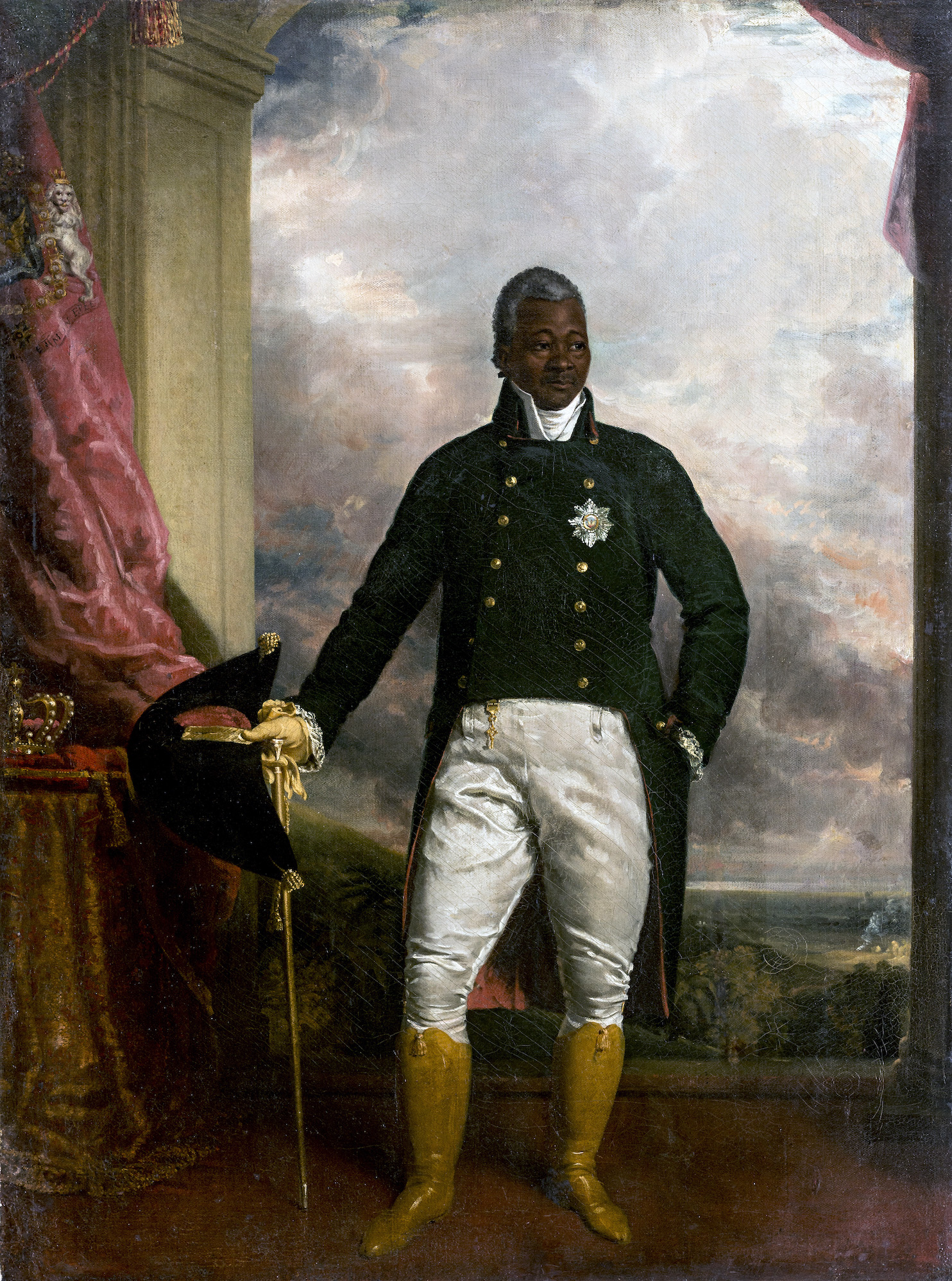
Henri I, Rey de Haití.

En agosto de 1802, las fuerzas de Leclerc habían comenzado a sufrir deserciones masivas de tropas negras y mulatas. En octubre, los exlíderes rebeldes Alexander Pétion, Henri Christophe y Jean-Jacques Dessalines también abandonaron las fuerzas francesas. Las fuerzas francesas, que ahora suman solo entre 8000 y 10 000 hombres y apenas pueden servir, se vieron abrumadas. Después de que Christophe, recientemente desertado, masacrara a varios cientos de soldados polacos en Port-de-Paix, Leclerc ordenó el arresto de todas las tropas coloniales negras restantes en Cabo Haitiano y ejecutó a 1000 de ellos atando sacos de harina al cuello y empujándolos por el costado de los barcos. Posteriormente, los franceses enviaron órdenes de arrestar y encarcelar a todas las tropas negras de la colonia que aún servían dentro de las fuerzas francesas. Esto incluyó a oficiales aún leales como Maurepas, quien se ahogó con su familia en el puerto de Cabo Haitiano por orden de Leclerc a principios de noviembre.
Refugiado en Tortuga en un intento de evitar la fiebre amarilla, Leclerc murió a causa de ella el 1 de noviembre de 1802. Su esposa Pauline Bonaparte había acompañado a su marido a la isla y, aunque antes no había sido un modelo de fidelidad, su muerte la arrojó a la desesperación: se cortó el cabello, lo puso en el ataúd de su esposo, puso su corazón en una urna y repatrió el resto de sus restos a Francia.
Como oficial superior de la expedición, Rochambeau reemplazó a Leclerc como comandante supremo e intentó en vano sofocar la nueva revuelta. Rochambeau ordenó 600 pitbulls de Cuba y prohibió que nadie los alimentara. Los pitbulls debían vivir comiendo solo "carne negra" (viande des nègres). Eso condujo a revueltas más grandes contra los franceses, ya que un esclavo sumiso que trabajaba diligentemente en los campos de repente era devorado por docenas de pitbulls hambrientos. Hoy, el dicho "pesebre la viande des nègres" todavía resuena profundamente en Haití y en el mundo.
Cap-Haïtien parecía ser el último bastión de las fuerzas anti-rebeldes y, cuando los rebeldes lo alcanzaron, Christophe ya había relevado uno de los fuertes. Rochambeau lo recuperó, pero en el punto álgido de la batalla, unos 1200 negros que estaban prisioneros en un barco en la bahía arrojaron a su tripulación por la borda. El 18 de noviembre de 1803, cerca del Cap, los franceses fueron derrotados en la batalla de Vertières por el general rebelde Jean-Jacques Dessalines y el 4 de diciembre los últimos soldados franceses abandonaron la zona entregando Môle-Saint-Nicolas. En su viaje de regreso a Francia, Rochambeau fue capturado en el bloqueo de Saint-Domingue por los británicos y luego internado en Gran Bretaña durante casi nueve años como prisionero en libertad condicional.

## Resultados
Poco más de 7000 a 8000 de los 31 000 soldados enviados a Saint-Domingue sobrevivieron y más de 20 generales franceses murieron. El 1 de enero de 1804, Dessalines proclamó la colonia de Saint-Domingue como el segundo estado independiente de las Américas, bajo el nombre de Haití, y fue nombrado gobernador general vitalicio antes de ser coronado emperador (el 6 de octubre de 1804) como Jacques I. Masacró a los últimos colonos franceses que quedaban en Haití en la Masacre de Haití de 1804 y siguió un sistema de "caporalisme agraire" o servidumbre que no incluía la esclavitud per se pero todavía tenía como objetivo mantener las ganancias de la industria azucarera por la fuerza. Dessalines fue asesinado el 17 de octubre de 1806 y el país se dividió en un reino en el norte bajo Christophe como Henri I y una república en el sur bajo Alexandre Pétion. En 1826, Carlos X de Francia exigió una indemnización de 150 millones de francos oro a la joven república a cambio de que Francia reconociera su independencia. Esta deuda con Francia se redujo a 90 millones en 1838 y finalmente se saldó a mediados del siglo XX.